# 前期量子論
前期量子論（ぜんきりょうしろん、Old quantum theory）は古典力学（統計力学）の時代から、ハイゼンベルクの行列力学、シュレーディンガーの波動力学等による本格的な量子力学の構築が始まるまで（1920年代中頃）の、過渡期に現れた量子効果に関しての一連の量子論的理論。

## 前期量子論の発展

### プランクの輻射の理論
前期量子論はプランクによる黒体放射（輻射）の理論（エネルギー量子仮説）により始まった。黒体からの放射は実験的にある波長に極大を持ち、その波長は黒体の温度の増加にともない短波長側にシフトすることが知られていた。この、一見単純な現象を古典力学（統計力学）の枠内で定式化したレイリーやジーンズの扱い（レイリー・ジーンズの法則）に従えば、黒体からの放射強度は短波長になるに従い強くなり波長0の極限では発散する。この理論と実験の矛盾を解消するために、プランクは黒体内の放射場のエネルギーが振動数に比例した特定の値を単位としてしか変化できないという「量子化」という概念を提唱し、振動数とエネルギーを結びつける定数（プランク定数）h を導入した。この仮定に基づいてプランクが導出した式は黒体放射の実験結果と一致した。

### アインシュタインの光量子仮説
プランクに続き、アインシュタインが量子化の概念を光に拡張し、光電効果を説明するために光量子仮説を提唱した。光量子仮説に従えば振動数 ν の光は電磁波（波動）であると同時に E = hν というエネルギーを持つ粒子として振る舞う。この考え方は放射場のエネルギー変化を不連続としたプランクの概念を他の系に拡張するものであり、プランクの理論に味方するものであるにも拘わらずプランク自身は難色を示した。

### ボーアの原子構造論
原子の構造から元素の周期律と化学結合を説明しようというJ. J. トムソンがその原子模型で目指した目標を、アーネスト・ラザフォードの原子模型を下敷きに、作用量子と呼ばれるものを導入する事で達成しようという企てから生まれたニールス・ボーアの原子構造論は、それまで輻射や光の量子条件に係る理論でしかなかった量子論に、原子の構造を記述する理論という新たな一面を与えた。

## 量子力学への端緒

### ド・ブロイの物質波とそれが満たすべき波動方程式
アインシュタインらによって、光電効果やコンプトン効果などを説明するにあたっては、波動現象であるはずの電磁波は、ひとまとまりのエネルギーと運動量を持つ粒子状のものとしても振る舞うと考えざるを得ないことが明らかにされた。このとき、振動数 ν の電磁波のエネルギー E と運動量 p は
{\displaystyle E=h\nu ,\quad p={\frac {h\nu }{c}}={\frac {h}{\lambda }}}
で与えられる。ここで c は 光速度、 λ は電磁波の波長である。エネルギーはともかく物体に対して運動量を与えるものは波動ではなくニュートン力学的な質点を持つもの（粒子）でなくてはならない。このような運動量やエネルギーのような物理量を媒介するものとしての電磁波（光）を光量子（または光子）と呼び、これら物理量を媒介すると考える場合は波動ではなく粒子として扱われる。
一方、このアインシュタインらの仕事に影響を受けていたルイ・ド・ブロイは、電磁波（光）が電磁気学的な波動性質とともにニュートン力学的な質点（粒子）としての性質を持つという二重性が、電磁波（光）だけではなく電子（electron）のような粒子に対しても成り立つのではないか、すなわち粒子である電子に対して波長と振動数が定義でき波動としての振る舞いをするのではないかというド・ブロイ波（物質波）の考え方を提案した（1924〜25年）。すなわち、エネルギー E と運動量 p を持つ粒子は
{\displaystyle \nu ={\frac {E}{h}},\quad \lambda ={\frac {h}{p}}}
で与えられる周波数 ν と波長 λ を持つ波としての性質を持つと考えたのである。
この考え方は電子線について実証された。また、ド・ブロイ波の概念を考えることで、ボーアの原子模型で仮定されたボーアの量子条件が自然に導かれることもわかった。
以上から電子のような粒子については、粒子であるにもかかわらず波動としての性質も示すことがわかった。しかしながら、電磁場の波動である電磁波であればその波長と振動数はマクスウェル方程式から導かれるが、電子のような粒子についてはその波長と振動数はマクスウェル方程式から導かれるわけではない。そのため、なにか電子のような粒子に対しても波動現象を記述する波動方程式が存在するのではないか考えられた。エルヴィン・シュレーディンガーは、ド・ブロイ波が一体何の場についての波動現象であるのかということは置いて、その波長と振動数が導きだされる方程式（シュレディンガー方程式）を波動方程式から発見的に導きだした。